# Viburnum rhytidophyllum
Espèce
Classification phylogénétique
La Viorne à feuilles ridées (Viburnum rhytidophyllum) est un arbuste d'ornement originaire de Chine (Guizhou, Hubei, Shaanxi et Sichuan.)

## Description

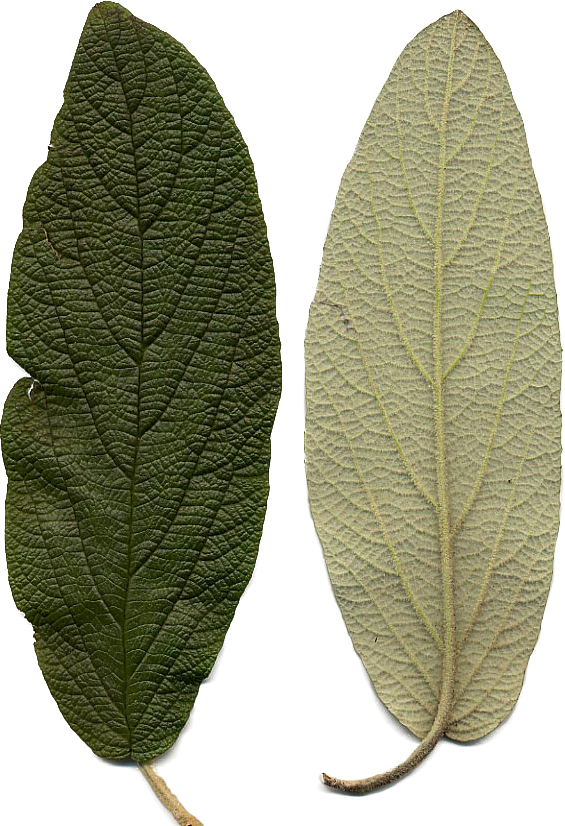
Feuilles (détail).

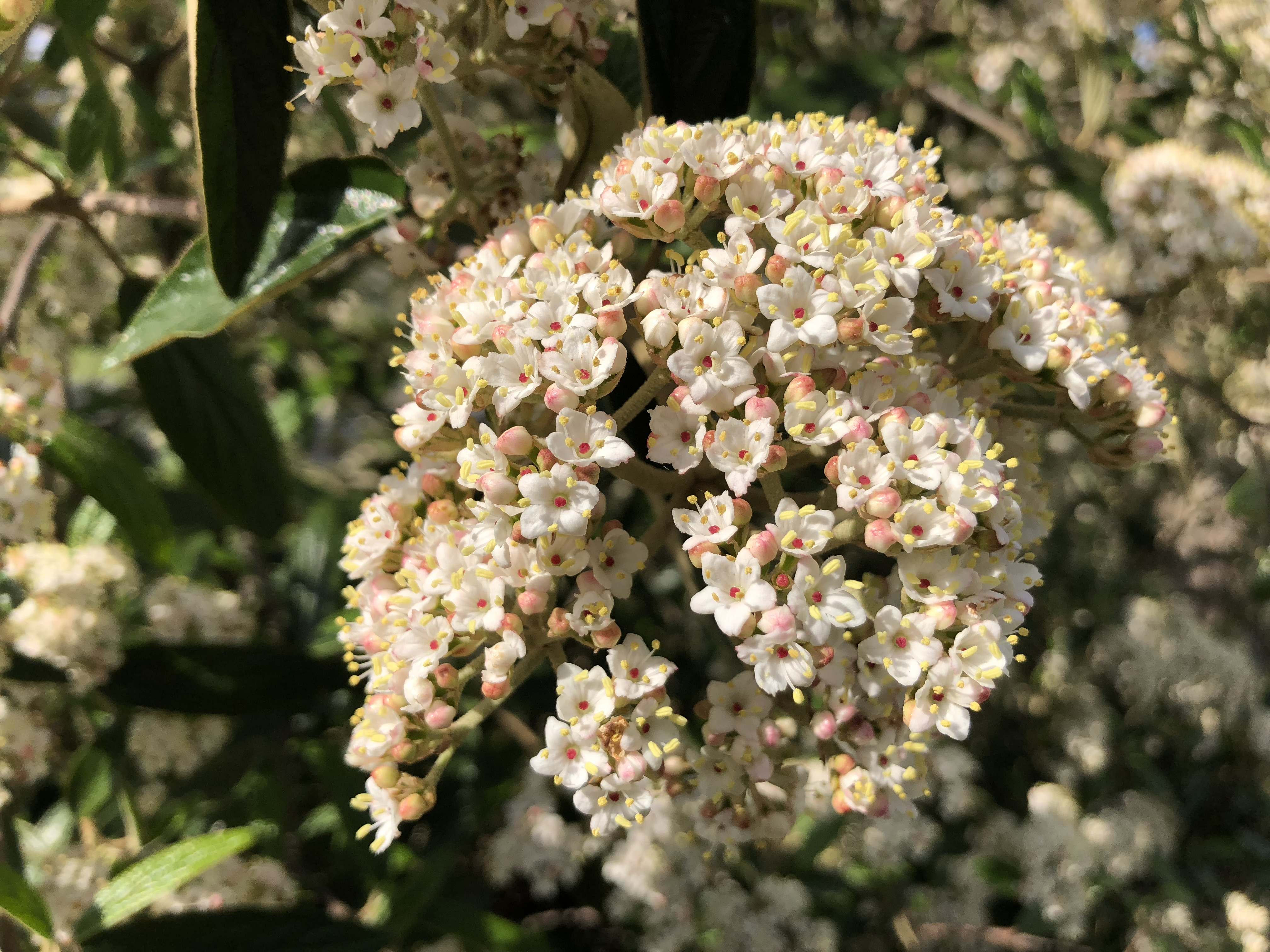
Fleurs (détail).

### Appareil végétatif
La viorne à feuilles ridées est un arbuste haut de 3 à 5 mètres. Ses feuilles persistantes mesurent 15 à 20 cm et sont de texture crevassée d'où le nom donné à l'espèce. 

### Appareil reproducteur
Les fleurs hermaphrodites se présentent sous forme d'ombelles blanches ou légèrement rosées. Les fruits sont des drupes rouges virant au noir à maturité. Son pollen est allergisant. Les poils de ses feuilles peuvent irriter la peau. Ses fruits sont appréciés des oiseaux, mais non comestibles pour les humains.

## Utilisation
La viorne à feuilles ridées est utilisée en horticulture pour son feuillage persistant et sa grande rusticité. Elle a été croisée avec Viburnum lantana pour donner Viburnum x rhytidophylloides[réf. souhaitée].
Ses graines peuvent être transportées par les oiseaux jusque dans des forêts. Elle forme alors des buissons denses qui éliminent la flore locale. En Suisse, elle est classée dans la  "Liste des espèces exotiques potentiellement envahissantes".